# 7e division d'infanterie légère
Pour les articles homonymes, voir 7e division d'infanterie.
La 7e division d'infanterie légère (en anglais : 7th Infantry Division (Light)) était une des divisions de l'US Army, l'armée de terre américaine. Elle est désactivée le 22 août 2006 et réapparaît en 2012 comme division administrative.
Tout comme la 24e division d'infanterie mécanisée (24th Infantry Division (Mechanized)), il s'agissait d'une division « mixte » structurée sur le principe "Composante d'active/composante de réserve" (Active Component/Reserve Component (AC/RC)), c'est-à-dire qu'elle dispose d'un noyau actif, autour de son état-major, composé d'éléments professionnels, qui commandent des unités de la garde nationale des États-Unis.
Ce panachage entre active et réserve est cohérent avec la réduction des effectifs voulue depuis le début des années 1990. Il permettait de plus de faire bénéficier des brigades de la garde nationale des capacités d'organisation et de commandement d'un état-major divisionnaire permanent de l'active.

## Liste des commandants de l'unité
- Wayne C. Smith (4 juillet 1952- 20 mars 1953)[1]

## Casernement
L'état-major de la 7e division d'infanterie légère était basé à Fort Carson, au Colorado.

## Organisation
La 7e division d'infanterie légère comprenait à sa dissolution trois brigades de la Garde nationale :
- 39e Brigade d'infanterie légère (indépendante/améliorée) (39th Infantry Brigade (Light) (Enhanced/Separate)) de la Garde nationale de l'Arkansas.
- 41e Brigade d'infanterie légère ("Jungleers") (41st Infantry Brigade (Light) (Enhanced/Separate)) de la Garde nationale de l'Oregon.
- 45e Brigade d'infanterie légère (45th Infantry Brigade (Light) (Enhanced/Separate)) de la Garde nationale de l'Oklahoma.

## Historique

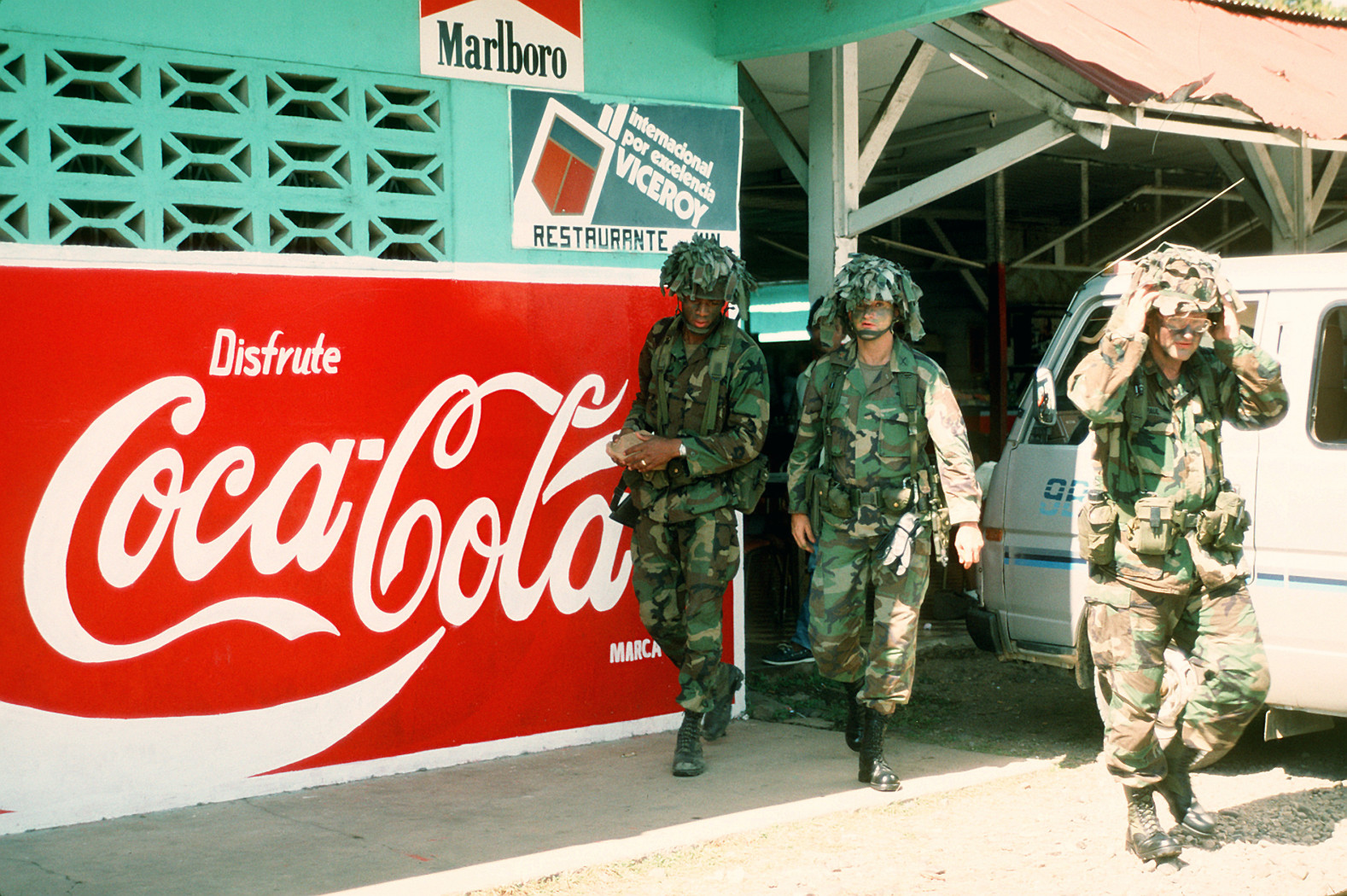
Des hommes de la 7e D.I au Panama en janvier 1990.

La 7e division d'infanterie est mise sur pied en 1917, peu après l'entrée des États-Unis dans la Première Guerre mondiale.
Ses premiers éléments débarquent en France le 6 août 1918, à Brest, le reste de la division atteignant le continent jusqu'au 15 septembre suivant. Elle arrive sur le front le 8 octobre 1918, dans le secteur du saillant de Saint-Mihiel.
La 7e division d'infanterie est dissoute le 24 mars 1923, puis reformée en juillet 1940.
Après avoir participé à la Guerre de Corée (1950-1953) où elle a incorporé le Kagnew Battalion (en) éthiopien, elle demeure sur la péninsule afin d'éviter toute nouvelle escalade et pour contrôler la Zone coréenne démilitarisée. Elle quitte la Corée du Sud pour les États-Unis en 1971.
La division est réactivée en octobre 1985 à Fort Ord, Californie, sous le nom de 7e division d'infanterie légère (7th Infantry Division (Light)). Elle participe aux opérations Golden Pheasant (Faisan doré) au Honduras en 1988 et Just Cause au Panama (1989-1990).
La division est une nouvelle fois dissoute en juin 1994.
Elle est finalement reformée le 4 juin 1999 à Fort Carson, au Colorado, en tant que première unité de type Active Component/Reserve Component puis dissoute le 22 août 2006.

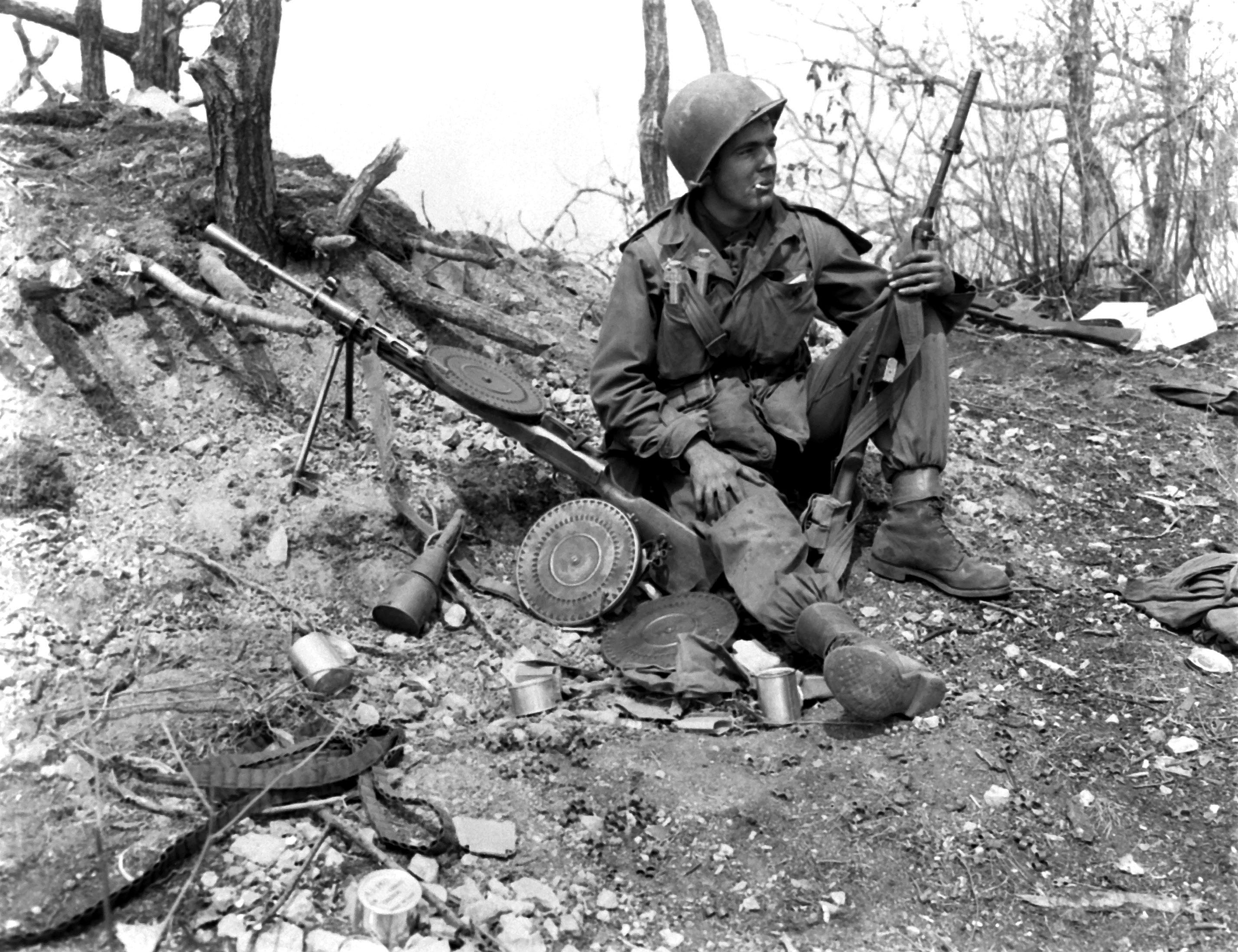
Soldat américain le 25 April 1951 durant la guerre de Corée avec une Carabine M1 et à côté d'une arme soviétique Degtiarev DP 28.